# Østjyllands fjorde
Østjyllands fjorde er en dansk dokumentarfilm fra 1965 instrueret af Ebbe Larsen efter eget manuskript.

## Handling
En beskrivelse af, hvordan de østjyske fjorde er opstået, og af det liv, der i dag rører sig ved kysterne og i fjordbyerne.